# Ängelholms FF
Ängelholms FF is een Zweedse voetbalclub uit Ängelholm. De club werd opgericht in 1905 als Ängelholms IF. Na een fusie met Skörpinge GIF in 1976 ging de club verder onder de huidige naam. De thuiswedstrijden worden in het Ängelholms IP gespeeld. De clubkleuren zijn geel en blauw.

## Geschiedenis
In de jaren 30 van de twintigste eeuw kende Ängelholms IF de meeste successen. In de Division 2 (de toenmalige tweede klasse) werkte het wedstrijden af tegen nabijgelegen grootmachten als Malmö FF, Helsingborgs IF en Halmstads BK.
Vanaf eind jaren 60 ging het standaardelftal van Skörpinge GIF op hetzelfde niveau spelen als Ängelholms IF, waardoor er serieuze concurrentie ontstond. Er zou alleen een professionele voetbalvereniging in de stad kunnen komen als beide clubs zouden fuseren. Dat gebeurde in 1976, de naam werd toen gewijzigd naar de huidige. 
In 2007 promoveerde club voor de tweede maal naar de Superettan, de huidige tweede klasse. Als promovendus eindigde de club als vijfde in de eindrangschikking. Tot dan toe de hoogste eindklassering ooit voor Ängelholms FF.
In 2011 verraste de ÄFF iedereen door tot en met de laatste speeldag mee te doen om een rechtstreeks ticket naar de Allsvenskan. Op de laatste speeldag echter verloren de geel-zwarten in de allerlaatste secondes van Hammarby IF, dat zich zo handhaafde in de Superettan. Door het verlies  werd er geen rechtstreeks promotieticket binnengesleept voor Ängelholm, maar er volgden barragewedstrijden tegen Syrianska FC, de herkanser uit de hoogste klasse. In Ängelholm won de club met 2-1, maar een eigen doelpunt van David Bennhage in de allerlaatste minuut in Södertälje (3-1) zorgde ervoor dat Ängelholm in de Superettan actief zou blijven.
In de jaren erna kon ÄFF met regelmaat een faillissement vermijden en ook de licentie voor de Superettan kon telkens maar net bemachtigd worden. Een probleem voor de licentie was vooral het stadion dat niet voldeed aan de reglementen. In 2016 degradeerden de blauw-gelen alsnog naar de Ettan. Het kwam sindsdien niet meer uit in het profvoetbal.

## Eindklasseringen
| Seizoen | №  | Clubs | Divisie                    | Duels | Winst | Gelijk | Verlies | GF | GA | Doelsaldo | Punten | Tsch  |
| ------- | -- | ----- | -------------------------- | ----- | ----- | ------ | ------- | -- | -- | --------- | ------ | ----- |
| 2005    | 5  | 12    | Division 1 Södra           | 22    | 11    | 5      | 6       | 53 | 37 | +16       | 38     | 498   |
| 2006    | 8  | 14    | Division 1 Södra           | 26    | 10    | 6      | 10      | 38 | 37 | +1        | 36     | 353   |
| 2007    | 2  | 14    | Division 1 Södra           | 26    | 18    | 1      | 7       | 76 | 37 | +39       | 55     | 679   |
| 2008    | 5  | 16    | Superettan                 | 30    | 14    | 9      | 7       | 51 | 33 | +18       | 51     | 955   |
| 2009    | 7  | 16    | Superettan                 | 30    | 13    | 5      | 12      | 43 | 45 | –2        | 44     | 1.009 |
| 2010    | 12 | 16    | Superettan                 | 30    | 9     | 10     | 11      | 39 | 39 | 0         | 37     | 934   |
| 2011    | 3  | 16    | Superettan                 | 30    | 15    | 8      | 7       | 47 | 40 | +7        | 53     | 1.263 |
| 2012    | 9  | 16    | Superettan                 | 30    | 10    | 9      | 11      | 40 | 46 | –6        | 39     | 905   |
| 2013    | 6  | 16    | Superettan                 | 30    | 11    | 10     | 9       | 55 | 47 | +8        | 43     | 695   |
| 2014    | 12 | 16    | Superettan                 | 30    | 9     | 8      | 13      | 30 | 51 | –21       | 35     | 501   |
| 2015    | 12 | 16    | Superettan                 | 30    | 8     | 9      | 13      | 31 | 47 | –16       | 33     | 517   |
| 2016    | 16 | 16    | Superettan                 | 30    | 4     | 8      | 18      | 22 | 57 | –35       | 20     | 490   |
| 2017    | 8  | 14    | Division 1 Södra           | 26    | 11    | 3      | 12      | 35 | 36 | –1        | 36     | 306   |
| 2018    | 15 | 16    | Division 1 Södra           | 30    | 8     | 5      | 17      | 28 | 61 | –33       | 29     | 224   |
| 2019    | 3  | 14    | Division 2 Vesträ Götaland | 26    | 18    | 1      | 7       | 62 | 27 | +35       | 55     | nb    |